# Всё кувырком
«Всё кувырком» (дат. En kort en lang, англ. Shake It All About) — романтическая комедия, дебютный фильм режиссёра Хеллы Йооф.

## Сюжет
В центре сюжета любовный треугольник между архитектором Якобом, его тайным любовником Йоргеном и женщиной по имени Кэролайн. Якоб влюблён в Кэролайн, и одновременно в Йоргена. Ситуация осложняется тем, что Кэролайн сообщает Якобу о том, что беременна от него. Но Якоб уж было собирался определиться с выбором и жить одной семьёй с Йоргеном. И всё бы ничего, если бы в данный момент Кэролайн сама не жила с мужчиной по имени Том, который по случайному стечению обстоятельств является братом Йоргена.

## В ролях
| Актёр           | Роль     |
| --------------- | -------- |
| Мэдс Миккельсен | Якоб     |
| Троэльс Любю    | Йорген   |
| Шарлотта Манк   | Кэролайн |
| Джеспер Ломанн  | Том      |
| Гита Нёрбю      | Бине     |